# Baikunthpur, Koriya
Baikunthpur és una vila i el centre administratiu del districte de Korea o Koriya a l'estat de Chhattisgarh, Índia. Fou declarada capital al crear-se el districte de Korea el 25 de maig de 1998 segregat del districte de Surguja, dins de Madhya Pradesh, i va passar a Chhattisgar quan es va crear l'estat l'1 de novembre del 2000. Està situada a una altura de 700 metres. Està poblada principalment de kols, bhuniyars i gonds.